# Maria Elisabeth Vogel

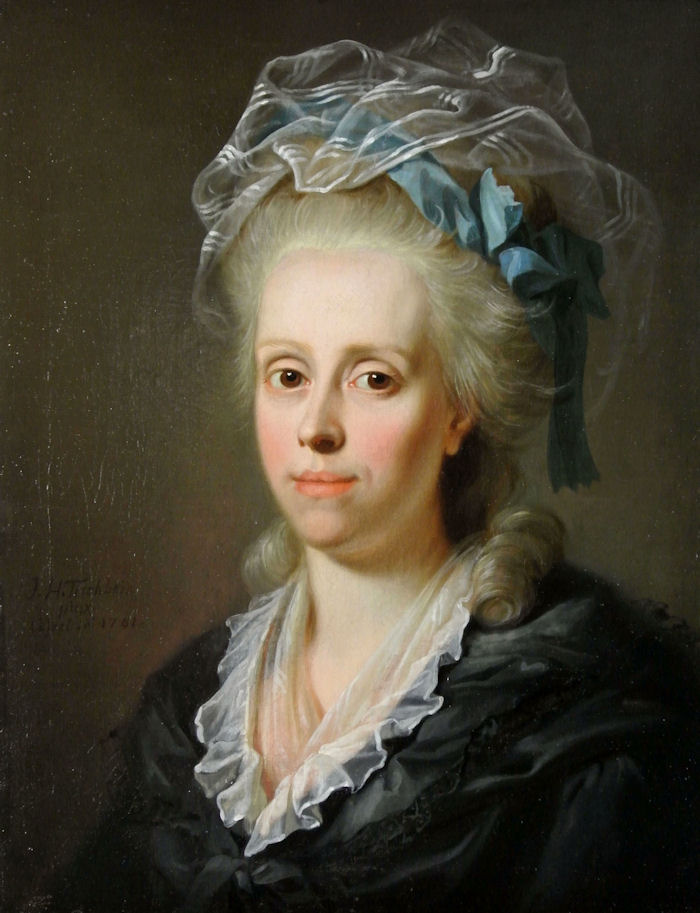
Maria Elisabeth de Boor, 1781. Ölgemälde von Johann Heinrich Tischbein d. Ä.

Maria Elisabeth Vogel (verw. de Boor; * 4. Juli 1746 in Hamburg als Maria Elisabeth Timmermann; † 13. April 1810 ebenda) war eine deutsche Malerin.

## Familie

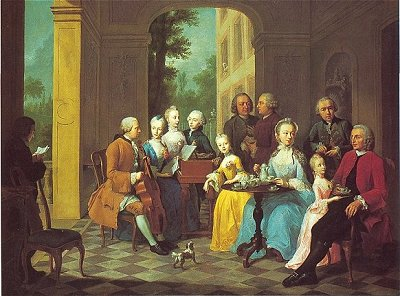
Familie Timmermann 1758. Maria Elisabeth mittig im gelben Kleid. Tischbein steht am rechten Bildrand hinter dem rot gekleideten Weinhändler im Lehnstuhl.

Maria Elisabeth war die Tochter des Hamburger Weinhändlers Joachim Timmermann (1702–1787). Die wohlhabende Kaufmannsfamilie Timmermann ließ sich 1758 von Johann Heinrich Tischbein dem Älteren, der im Siebenjährigen Krieg im Gefolge von Landgraf Wilhelm VIII. vor den Franzosen von Kassel nach Hamburg ausgewichen war, malen. Zu dieser Zeit erhielt Maria Elisabeth durch Tischbein ihren ersten Unterricht im Zeichnen. Das Familienporträt mit dem enthaltenen Selbstporträt Tischbeins ist seit 1990 in der Neuen Galerie in Kassel. Sie heiratete 1766 den Weinhändler Johann Abraham de Boor (1732–1799) in Hamburg und hatte mit ihm drei Kinder. Zwei Jahre nach de Boors Tod heiratete sie 1801 den Juristen und Vicarius in summo beim Hamburger Domkapitel Friedrich Gerhard Vogel († 23. März 1814), Sohn des Lübecker Arztes Zacharias Vogel, mit dem sie bis zum Tod in dem von Vogel erworbenen Landhaus in Dockenhuden, damals noch ein Dorf in Holstein vor den Toren der Stadt, die Sommermonate verbrachte.

## Malerei

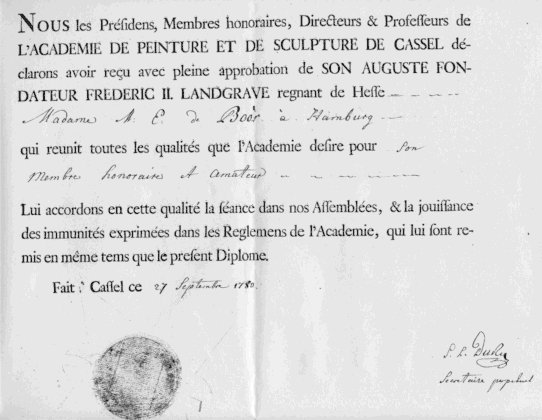
Diplom der Kunstakademie Kassel für Madame M. E. de Boor, 1780

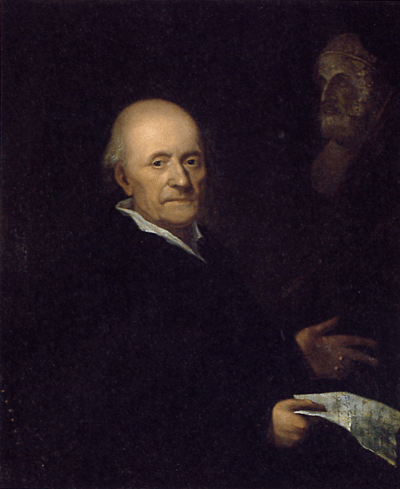
Maria Elisabeth de Boor: Klopstock (1792) mit einer Büste Homers im Hintergrund

Maria Elisabeth de Boor reiste 1777 als inzwischen Verheiratete nach Kassel, um bei Johann Heinrich Tischbein d. Ä. Malerei zu studieren. Tischbein war zwischenzeitlich Professor am Collegium Carolinum geworden, aus welchem sich 1777 die „Académie de Peinture et de Sculpture de Cassel“ gründete, die als frühe Vorläuferin der heutigen Kunsthochschule Kassel gelten kann. Maria Elisabeth de Boor machte sich als Porträtmalerin und Miniaturistin in ihrer Heimatstadt einen Namen und gehörte neben Amalie Apell, geb. Tischbein zu den ersten vier Frauen, die 1780 als Ehrenmitglied in diese neue Kunstakademie aufgenommen wurden. Mit Beendigung ihres Studiums 1780 kehrte sie mit Diplom nach Hamburg zur Familie zurück. Hier verband de Boor eine tiefe Freundschaft mit der ebenfalls malenden Elisabeth Hudtwalcker, Ehefrau des Senators Johann Michael Hudtwalcker, die sie später auch porträtierte. Für die in dem neu errichteten Waisenhaus befindliche Kirche in der Hamburger Admiralitätstraße schuf sie 1785 das Altarbild, die Einsetzung des Abendmahls darstellend.
1803 stellte Maria Elisabeth Vogel verw. de Boor ein 1792 gemaltes lebensgroßes Kniestück Klopstocks, mit dem sie persönlich bekannt war, in der Kunstausstellung der Patriotischen Gesellschaft von 1765 aus. Das Gemälde ging in den Besitz der Patriotischen Gesellschaft über. Es befindet sich seit 1950 im Museum für Hamburgische Geschichte.